# Hymn Izraela
Hatikwa (hebr. ‏הַתִּקְוָה‎, Ha-Tikwa – Nadzieja) – hymn państwowy Izraela. Jego autorami są Naftali Herc Imber (słowa) i Samuel Cohen (muzyka). Treścią hymnu jest nadzieja, syjonistyczne pragnienie utworzenia państwa żydowskiego w Ziemi Izraela. Jest to jeden z nielicznych hymnów państwowych napisanych w tonacji molowej.

## Historia
Autorem poematu jest Naftali Herc Imber, pochodzący ze Złoczowa w Galicji. Inspiracją do jego napisania była obserwacja budowy jednego z pierwszych żydowskich osiedli Petach Tikwa w Palestynie. Pierwsze fragmenty utworu powstały w roku 1878, jednak kompletny dziewięciozwrotkowy wiersz zatytułowany Tikvatenu (Nasza Nadzieja) został opublikowany drukiem dopiero w 1886 roku w zbiorze wierszy Imbera pod tytułem „Barkai” (hebr. ברקאי, Gwiazda poranna). Kilka lat później wiersz został przyjęty jako hymn ruchu syjonistycznego Chowewej Syjon. Pieśń zyskała dużą popularność wśród żydowskich osadników w Palestynie.
Podczas I Kongresu Syjonistycznego w Bazylei w 1897 roku stała się hymnem Światowej Organizacji Syjonistycznej. Muzykę, opartą na motywach melodii ludowej, napisał Samuel Cohen, imigrant z Mołdawii. Później słowa pieśni zmodyfikowali osadnicy z Riszon le-Cijjon.

### Proklamacja państwa Izrael
Gdy w 1948 proklamowano powstanie państwa Izrael, pieśń Hatikwa została nieoficjalnym hymnem państwowym. Dopiero w listopadzie 2004 roku Kneset uchwalił Prawo o Hymnie i Herbie Państwowym, które usankcjonowało pieśń Hatikwa jako oficjalny hymn państwowy Izraela.
We współczesnej interpretacji tekst hymnu obejmuje tylko pierwszą zwrotkę i refren pierwotnego wiersza. Najważniejszą treścią pozostałych zwrotek jest nadzieja utworzenia niezawisłego i wolnego państwa w Ziemi Izraela.

## Muzyka
Melodia hymnu opiera się na tym samym motywie melodycznym, co XVI-wieczna włoska pieśń La Mantovana. Jej najwcześniejsza edycja w druku pochodzi z początku XVII wieku, pod tytułem Ballo di Mantova. Melodia ta była bardzo popularna w Europie epoki renesansu. Pojawia się jako:
- hiszpański hymn Virgen de la Cueva,
- sefardyjska melodia do modlitwy Hallel,
- pieśń ludowa jidysz Modlitwa za Rosę,
- polska pieśń ludowa Tam pod Krakowem w starej wsi,
- szwedzka pieśń ludowa Vem kan segla förutan vind (Któż pod wiatr pożegluje),
- ukraińska Kateryna Kucheryava.

Na tym samym motywie melodycznym oparty jest poemat Wełtawa Bedřicha Smetany, skomponowany w 1874. Piosenka, jak twierdził sam Smetana, jest szwedzkiego pochodzenia, ale użył jej, jako że charakterem odpowiadała czeskiej muzyce ludowej. W większości opracowań dotyczących pochodzenia omawianego motywu melodycznego podaje się, że melodia jest mołdawska. Wiąże się to prawdopodobnie z tym, że Wełtawa znana jest pod drugą nazwą – niemiecką Moldau (jako niemiecką nazwą rzeki Wełtawy, choć tak samo brzmi po niemiecku nazwa kraju Mołdawii). Mołdawski rodowód piosenki uprawdopodobniało pochodzenie twórcy melodii Hatikwy Cohena, który był imigrantem z Mołdawii. Sam Cohen wspominał wiele lat później, że nucił „Hatikwę” w oparciu o melodię, którą usłyszał w Rumunii, piosenki „Carul cu boi” (Wóz ciągnięty przez wołu).
Hatikwa jest napisana w tonacji molowej, która jest uważana za smutno brzmiącą, i stąd rzadko używana w hymnach państwowych. Jednakże tytuł (Nadzieja) i słowa podnoszą na duchu i napełniają optymizmem.

## Obecny tekst
W języku hebrajskim słowo tikwa ma szersze znaczenie niż nadzieja, oznacza rodzaj więzi. W jej rozumieniu sznur trzymany przez Boga wiąże z Jerozolimą Żydów rozproszonych po całym świecie. Bóg, rozżarzając węgielki w sercu każdego Żyda, rozpala ich żar w płomienie. Powrót Żydów do kraju to powrót do miejsca, które Bóg nazwał swoją ziemią i ich ziemią.
Tekst hymnu (pierwsza zwrotka i poprawiony refren) w języku hebrajskim wraz z transkrypcją i tłumaczeniami:
w języku hebrajskim
 
כֹּל עוֹד בַּלֵּבָב פְּנִימָה

נֶפֶשׁ יְהוּדִי הוֹמִיָּה.

וּלְפַאֲתֵי מִזְרָח קָדִימָה,

עַיִן לְצִיּוֹן צוֹפִיָּה.

עוֹד לֹא אָבְדָה תִּקְוָתֵנוּ,

הַתִּקְוָה בַּת שְׁנוֹת אַלְפַּיִם.

לִהְיוֹת עַם חָפְשִׁי בְּאַרְצֵנוּ,

אֶרֶץ צִיּוֹן וִירוּשָׁלַיִם.
transkrypcja
 
Kol od baleiwaw penima,

Nefesz jehudi homija,

Ulfa’atej mizrach kadima,

Ajin lecijon cofija.

Od lo awda tikwatejnu,

Hatikwa bat sznot alpajim.

Lihjot am chofszi bearcejnu,

Erec cijon wijruszalajim.
Nadzieja nasza
tłum. Szoszana Raczyńska
Dopóki w naszych dusz głębinie,

Serce żydowskie żywo bije,

Oko ku wschodowi się obraca,

I do Syjonu wciąż powraca.

Nadzieja nasza nie zginie,

Wszak dwa tysiące lat przetrwała,

Być narodem wolnym w swojej krainie,

W kraju Syjonu i Jerozolimy.
Nadzieja nasza
tłum. ks. dr Bernard Wodecki
Jak długo w sercu tętni krew,

Dusza żydowska życiem drga,

I w stronę Wschodu, hen, się rwie,

Wzrok do Syjonu biegnie bram.

Tak ufność w nas nie zaginie,

Nadzieja dwóch tysiącleci,

Wolnym lud będzie we własnej krainie,

W Syjońskiej ziemi, w Jerozolimie
Nadzieja nasza
tłum. Daniel Dąbrowski
Dopóki serce rytmem brzmi,

Dusza żydowska i tchnienie się tli,

W kierunku wschodu wzrok wytężony,

Patrzy i czeka Syjonu strony.

Nadzieja Żydów nie utracona,

Przez dwa milenia jest utrwalona,

Życie w wolności, nasza ziemia wywalczona,

Syjon i Jerozolima, nam kraina przyrzeczona.